# Saropogon scalaris
Saropogon scalaris là một loài ruồi trong họ Asilidae. Saropogon scalaris được Bigot miêu tả năm 1878. Loài này phân bố ở miền Ấn Độ - Mã Lai.